# Automatic Train Protection

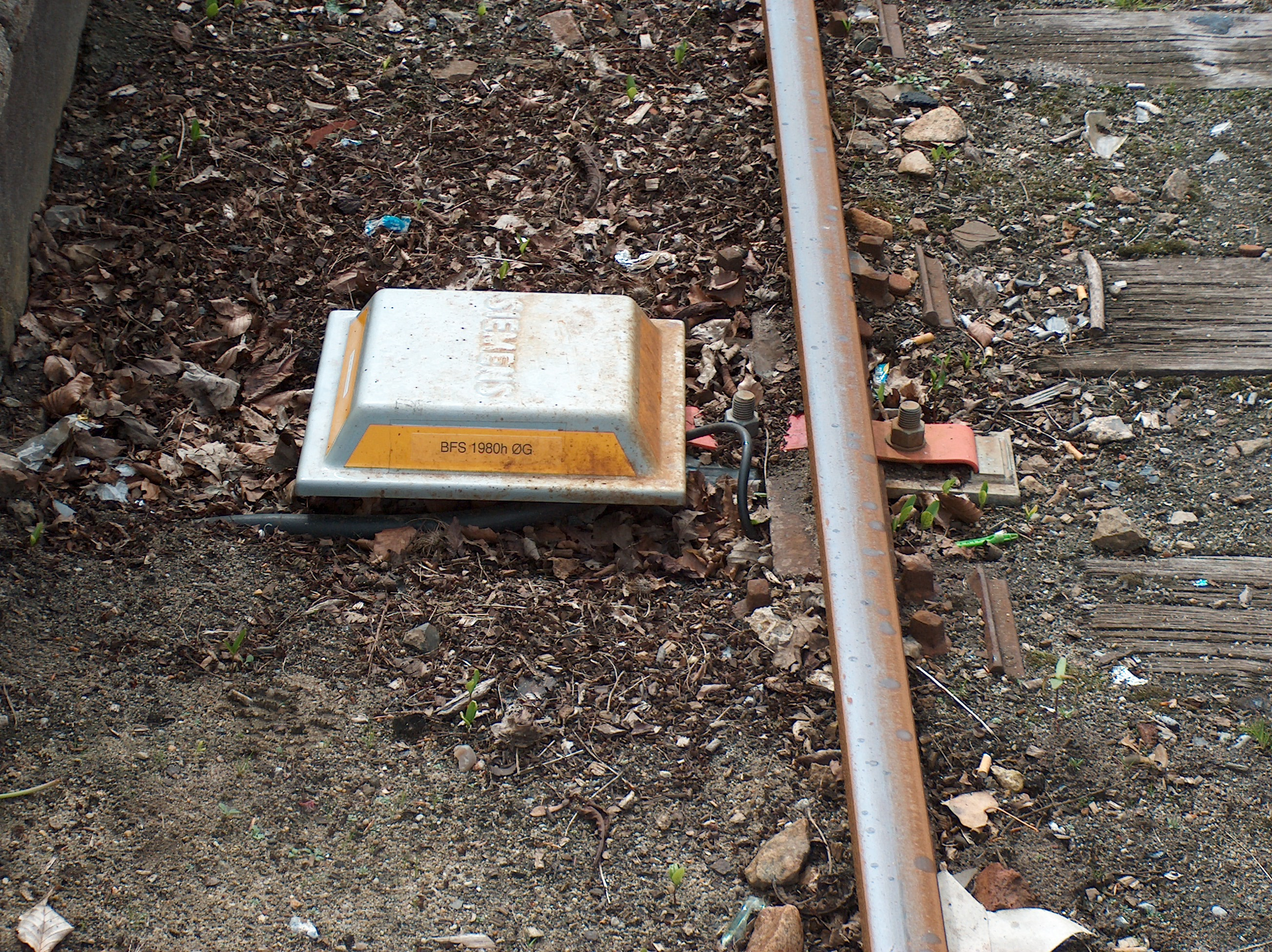
Balisa d'un sistema ATP.

La Protecció Automàtica de Trens (en anglès: Automatic Train Protection, ATP) és un sistema de seguretat que supervisa la conducció de trens, que aplica el fre d'emergència o impedeix altres accions quan no es compleixen algunes condicions de seguretat.
Les característiques del sistema ATP, així com la definició de quins sistemes de seguretat s'anomenen ATP o quins paràmetres controlen, varien segons quin estament controli un sistema ATP en concret.
El sistema d'alarma i protecció de tren  (en anglès  Train Protection & Warning System  o  TPWS ), és un sistema de protecció de trens utilitzat en tota la xarxa de ferrocarrils britànics i a la xarxa ferroviària de Victòria, Austràlia. El seu funcionament consisteix en 2 dispositius electromagnètics, un ubicat a la via i l'altre a la part inferior del tren, els quals activen automàticament els frens del tren si el conductor no ha respectat un senyal de perill o està excedint la velocitat màxima.

## Funcionament del sistema ATP
El sistema ATP es compon normalment de dues parts:
- Les balises col·locades a la via, que informen el tren de les condicions que han de complir (velocitat màxima, punt i banda d'obertura de portes, situació dels senyals, etc).
- Els elements a bord del tren, que comproven si la circulació compleix el que estableix.

Les balises se situen al llarg de la via i poden ser balises fixes entre els carrils o emissors que transmeten la informació a través d'ones de ràdio o del carril. Les balises poden transmetre:
- Informació fixa, com el límit de velocitat en un tram determinat
- Informació variable, com la situació d'un senyal (via lliure, parada, etc). Per conèixer aquesta informació, la balisa ha d'estar connectada al bloqueig o enclavament.

Quan el tren llegeix la informació que li proporcionen les balises, comprova que les condicions imposades es compleixin. Si no es compleixen, s'aplica fre d'emergència, o en alguns casos, impedeix una determinada acció (com obrir portes si el tren no està en el punt adequat).

## Exemples d'utilització de l'ATP

### Metro i tramvia
Normalment, amb metro i tramvia es diu ATP només als sistemes en què la lectura de les balises és contínua (mitjançant ones de ràdio o a través del carril), en contraposició als sistemes FAP (Frenat Automàtic Puntual), en què la lectura de les balises és puntual (en passar per una balisa situada entre els carrils).

#### Metro de Madrid
L'ATP és el sistema fonamental de seguretat de totes les línies del metro de Madrid. Controla exclusivament la velocitat; paràmetres com el punt de parada o l'obertura de portes es controlen per altres sistemes. La transmissió es realitza contínuament a través del carril i pot ser de dues formes:
- Amb una portadora: El tren rep només un codi, el de la velocitat al cantó en el qual es troba.
- Amb dues portadores: El tren rep la velocitat del seu cantó i el del següent.

La velocitat indicada depèn de la situació:
- Si un senyal està en vermell, indica 0, perquè el tren quedi aturat.
- Si hi ha alguna circumstància que limiti la velocitat, mostra aquest límit.
- Si no es produeix cap de les dues anteriors, indica la velocitat màxima del tram.

En el cas de tenir només una portadora, no tenim constància del senyal que tenim davant de nosaltres, ja que només es coneix la velocitat del cantó en el qual ens trobem. Així, si el conductor no actua davant un senyal de parada, la frenada d'emergència no salta fins que l'ha sobrepassat, ja que ha d'entrar al cantó protegit pel senyal perquè l'ATP marqui com a velocitat 0. Per això l'ATP només pot ser utilitzat si es deixen dos cantons entre un tren i el precedent. En el cas de dues portadores, el tren quedaria aturat davant el senyal en vermell i per això no cal deixar més espai amb el tren precedent.

### Ferrocarrils a Espanya
ADIF només considera com ATP els sistemes en els quals existeix un control continu, i no en els que existeix un control puntual. Encara que segons aquesta definició sistemes com el LZB serien un tipus d'ATP, habitualment ADIF diu ATP al sistema EBICAB instal·lat al Corredor Mediterrani.

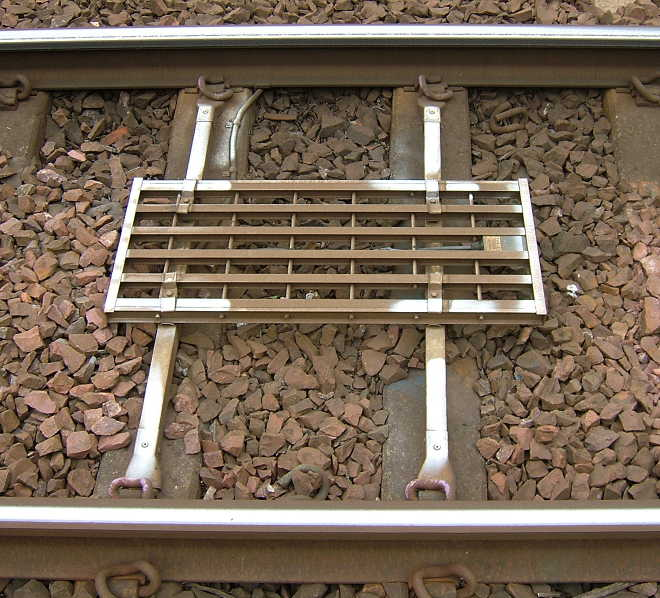
Dispositiu electromagnètic, pertanyent al sistema TPWS, en una via ferroviària de Escòcia.

### Ferrocarrils a Gran Bretanya
A Gran Bretanya es diu ATP a tot sistema de protecció automàtica utilitzat en els seus trens, independentment que sigui puntual o continu.
L'ATP britànic protegeix la velocitat i el pas de senyals en vermell. Quan se sobrepassa la seguretat es produeix una alarma i si el conductor no actua és quan s'aplica fre d'emergència. Després de l'accident de Clapham Juction al desembre de 1988 i altres dos accidents a principis de 1989, que podrien haver estat evitats per l'ATP, es va prendre la decisió d'instal·lar ATP en totes les línies de la Gran Bretanya, encara que després es va matisar la decisió a causa l'alt cost ia la privatització del ferrocarril britànic.
Actualment totes les línies principals disposen d'ATP, i no està autoritzat circular-hi amb viatgers sense el sistema en funcionament.

### Accidents que haurien pogut ser evitats
L'ús del sistema TPWS podria haver aconseguit evitar els següents accidents:
- Ferrocarril Sarmiento, el 2013, Argentina, amb un saldo de 3 morts i 315 persones ferides.
- Ferrocarril Sarmiento, el 2012, Argentina, amb un saldo de 51 morts i 703 persones ferides.
- Metro València, el 2006, amb un saldo de 43 persones és l'accident més greu de metro ocorregut a Espanya.
- Ladbroke Grove, el 1999, amb un saldo de 31 morts.
- Purley,el 1989, amb un saldo de 5 morts.
- Invergowrie, el 1979, amb un saldo de 5 morts.